# Ishibitsu Yosuke
Yōsuke Ishibitsu (石櫃 洋祐 (Thạch-Quỹ Dương-Hữu) Ishibitsu Yōsuke, sinh ngày 23 tháng 7 năm 1983 ở Settsu, Osaka) là một cầu thủ bóng đá người Nhật Bản.

## Thống kê sự nghiệp
Cập nhật đến ngày 23 tháng 2 năm 2018.
| Thành tích câu lạc bộ | Thành tích câu lạc bộ | Thành tích câu lạc bộ | Giải vô địch | Giải vô địch | Cúp                   | Cúp                   | Cúp Liên đoàn | Cúp Liên đoàn | Châu lục | Châu lục  | Tổng cộng | Tổng cộng |
| Mùa giải              | Câu lạc bộ            | Giải vô địch          | Số trận      | Bàn thắng    | Số trận               | Bàn thắng             | Số trận       | Bàn thắng     | Số trận  | Bàn thắng | Số trận   | Bàn thắng |
| Nhật Bản              | Nhật Bản              | Nhật Bản              | Giải vô địch | Giải vô địch | Cúp Hoàng đế Nhật Bản | Cúp Hoàng đế Nhật Bản | J. League Cup | J. League Cup | AFC      | AFC       | Tổng cộng | Tổng cộng |
| --------------------- | --------------------- | --------------------- | ------------ | ------------ | --------------------- | --------------------- | ------------- | ------------- | -------- | --------- | --------- | --------- |
| 2006                  | Vissel Kobe           | J2 League             | 0            | 0            | 0                     | 0                     | -             | -             | -        | -         | 0         | 0         |
| 2007                  | Vissel Kobe           | J1 League             | 27           | 1            | 2                     | 0                     | 3             | 0             | -        | -         | 32        | 1         |
| 2008                  | Vissel Kobe           | J1 League             | 28           | 2            | 2                     | 0                     | 5             | 0             | -        | -         | 35        | 1         |
| 2009                  | Vissel Kobe           | J1 League             | 30           | 2            | 3                     | 2                     | 5             | 1             | -        | -         | 38        | 5         |
| 2010                  | Vissel Kobe           | J1 League             | 28           | 0            | 2                     | 0                     | 4             | 0             | -        | -         | 34        | 0         |
| 2011                  | Vissel Kobe           | J1 League             | 16           | 1            | 1                     | 0                     | 2             | 0             | -        | -         | 19        | 1         |
| 2012                  | Nagoya Grampus        | J1 League             | 10           | 0            | 1                     | 0                     | 2             | 0             | 3        | 0         | 16        | 0         |
| 2013                  | Nagoya Grampus        | J1 League             | 1            | 0            | 1                     | 0                     | 1             | 0             | -        | -         | 3         | 0         |
| 2014                  | Kyoto Sanga           | J2 League             | 39           | 1            | 1                     | 0                     | -             | -             | -        | -         | 40        | 1         |
| 2015                  | Kyoto Sanga           | J2 League             | 39           | 2            | 2                     | 0                     | -             | -             | -        | -         | 41        | 2         |
| 2016                  | Kyoto Sanga           | J2 League             | 39           | 2            | 0                     | 0                     | -             | -             | -        | -         | 39        | 2         |
| 2017                  | Kyoto Sanga           | J2 League             | 40           | 1            | 1                     | 0                     | -             | -             | -        | -         | 41        | 1         |
| Tổng cộng sự nghiệp   | Tổng cộng sự nghiệp   | Tổng cộng sự nghiệp   | 297          | 12           | 16                    | 2                     | 22            | 1             | 3        | 0         | 337       | 15        |